# Дрвалевиці (Любуське воєводство)
Дрвалевиці (пол. Drwalewice, нім. Wallwitz) — село в Польщі, у гміні Кожухув Новосольського повіту Любуського воєводства.
Населення — 95 осіб (2011).
У 1975-1998 роках село належало до Зеленогурського воєводства.

## Демографія
Демографічна структура станом на 31 березня 2011 року:
|          | Загалом | Допрацездатний вік | Працездатний вік | Постпрацездатний вік |
| -------- | ------- | ------------------ | ---------------- | -------------------- |
| Чоловіки | 44      | 10                 | 31               | 3                    |
| Жінки    | 51      | 15                 | 25               | 11                   |
| Разом    | 95      | 25                 | 56               | 14                   |